# برلک
برلک (به لاتین: Berlek) یک منطقهٔ مسکونی در روسیه است که در باشقیرستان واقع شده‌است.